# マッセッロ
マッセッロ（伊: Massello）は、イタリア共和国ピエモンテ州トリノ県にある人口約50人の基礎自治体（コムーネ）。

## 地理

### 位置・広がり

#### 隣接コムーネ
隣接するコムーネは以下の通り。
- フェネストレッレ
- ペッレーロ
- プラジェラート
- ローウレ
- サルツァ・ディ・ピネローロ

## 行政

### 分離集落
マッセッロには、以下の分離集落（フラツィオーネ）がある。
- Balziglia, Molino, Porte, Reynaud